# Jetak (Sidoharjo)
Jetak is een bestuurslaag in het regentschap Sragen van de provincie Midden-Java, Indonesië. Jetak telt 6395 inwoners (volkstelling 2010).